# Madraça Cher-Dor
A Madraça Cher-Dor ou Madraça Shir Dar (em usbeque: Sherdor madrasasi, que significa "com leões") é uma madraça (escola islâmica) do século XVII no centro histórico de Samarcanda, um sítio classificado como Património Mundial pela UNESCO no Usbequistão. Juntamente com as madraças Ulugue Begue e Tillakori, forma o conjunto monumental do Reguistão, o antigo coração da cidade.
O edifício é apontado como uma das principais atrações turísticas de Samarcanda e é conhecido pela sua profusa decoração em azulejos e pinturas de temas vegetais policromados.

## História
A madraça foi construída entre 1619 e 1636 por ordem do hakim Yalangtush Bakhodur (Yalangtush bi Alchin ou Alchin Yalantush Bahadur), o governador de Samarcanda a mando do soberano jânida do Canato de Bucara Imã Culi Cã (r. 1611–1650). A construção foi interrompida e retomada várias vezes. Segundo uma placa dificilmente legível, o seu arquiteto foi um tal de Abedal Jabar (ou Abedalá Jabar) e a decoração é da autoria de Maomé Abas.
Na área ocupada pelo edifício existiu antes um bazar coberto, mandado construir no século XIV por Tumã-Aca, uma das consortes de Tamerlão. O neto deste, Ulugue Begue, mandou demolir esse mercado para construir um khanqah adjacente à sua madraça, que atualmente fica em frente da Cher Dor. Segundo alguns autores, esse khanqah, de dimensões mais pequenas que a atual madraça, foi demolido, mas outros autores afirmam que Yalantush se limitou a reconstruir o edifício existente. Este foi construído em cima de detritos acumulados e areia sedimentada.
O edifício foi restaurado várias vezes. As obras de restauro de maior envergadura foram realizadas no século XX por arquitetos soviéticos, nas décadas de 1920, 1930 (com a participação de Vladimir Shukhov) e 1950. Nessas obras os minaretes foram endireitados e foram usadas faixas de aço para reforçar cúpulas rachadas e paredes tortas. Em 1962 foi restaurada grande parte das celas do piso superior, tendo sido reparados estuques e azulejos decorativos.

## Descrição
À semelhança da Madraça Ulugue Begue, a Cher-Dor é um edifício quadrado, com um pátio interior, rodeado por dois pisos com hujras (celas de habitação de estudantes) e duas salas de aula. Em cada um dos lados do pátio há um ivã. Os dos lados norte, oeste e sul serviam como salas de aula ao ar livre. Em ambos os lados dos ivãs havia três hujras com arcos e os respetivos vestíbulos. A madraça não tinha mesquita, existindo apenas um ziarat khana ("sala de visitas piedosas"). As paredes e e torres são revestidos com ornamentos brilhantes em cerâmica vidrada, em parte desaparecidos, de vários padrões de plantas trepadeiras e citações do Alcorão em árabe.
A fachada principal, virada para Praça do Reguistão e para a Madraça Ulugue Begue é simétrica e formada por três volumes contrastantes: um imponente portal retangular, duas cúpulas gémeas com nervuras e dois minaretes esguios (um em cada uma das esquinas). A transição da cúpula de tambores cilíndricos altos para estalactites e depois para nervuras de azulejos esmaltados é particularmente notável. As elevações externas não são interrompidas e estão ricamente decoradas com azulejos com padrões geométricos e policromáticos. Em cada uma das esquinas das traseira, em vez de minarete há um torreão.
O portal é recuado e não se projeta além das paredes de cortina. Nos azulejos que revestem o tímpano estão representados tigres parecidos com leões perseguindo gazelas, com sóis nascentes com rosto humano. O nome da madraça, que significa "com leões", deve ter origem nesses animais. Este motivo zoomórfico deve ter chocado os muçulmanos mais velhos, pois vai contra as convenções islâmicas ortodoxas, que proíbem a representação de animais vivos e seres humanos, Porém, o projeto deve ter tido a aprovação do cã reinante, Imã Culi Cã, cujo tio e vizir Nadir Divambegui, usou motivos semelhantes na Madraça de Nadir Divambegui, construída na mesma altura (entre 1619 e 1623) em Bucara. A decoração do tímpano foi provavelmente inspirado numa obra da mesma altura no bazar de Ispaã, no Irão, e pode constituir uma tentativa de obtenção legitimidade política por parte dos governantes jânidas, ao fazer uso dum motivo tradicional mongol. O arco é marcado por uma voluta entrançada e o revestimento decorativo é constituído por mosaicos de tesselas vidradas minúsculas ajustadas de forma compacta. No centro do arco, abaixo do tímpano, há outra peculariedade: uma suástica, um símbolo antigo de abundância e fertilidade.
A madraça apresenta semelhanças com a vizinha Madraça Ulugue Begue, duzentos anos mais velha. As duas madraças formam um kosh, um arranjo urbanístico típico da Ásia Central, no qual dois monumentos formam um par simétrico, segundo um mesmo eixo longitudinal, com as fachadas paralelas em frente uma da outra. Os especialistas consideram que a qualidade dos acabamentos da Madraça Cher-Dor é inferior à sua vizinha. O rés de chão é muito similar ao do da Madraça Ulugue Begue, mas não tem mesquita, o que provavelmente significa que os estudantes faziam as suas orações na Mesquita Kulkeltesh, que lhe era adjacente e que já não existe. Outro aspeto em que o desenho das duas madraças difere é o da decoração da fachada. A de Ulugue Begue usa formas geométricas em forma de estrela (provavelmente devido ao interesse pela astronomia do seu fundador epónimo), enquanto que a Cher-Dor usa motivos zoomórficos e vegetais.
Muitos estudiosos opinam que as linhas mais acentuadas da Madraça Cher-Dor, os seus grandes padrões e ornamentos florais exaltados traduzem um declínio do artesanato local, resultante do declínio económico de Samarcanda no século XVII.